# Noapte albă
Noapte albă (titlu original: Sleepless) este un film american din 2017 regizat de Baran bo Odar. Scenariul este scris de Andrea Berloff. Rolurile principale au fost interpretate de actorii Jamie Foxx, T.I.,  Michelle Monaghan, Dermot Mulroney, David Harbour,  Gabrielle Union și Scoot McNairy.
Este o refacere a filmului de limbă franceză Nuit Blanche din 2011 - regia Frédéric Jardin, cu actorii Tomer Sisley, Adel Bencherif, Julien Boisselier și Serge Riaboukine.

## Prezentare
Acțiunea are loc în Las Vegas, unde doi polițiști Vincent (Foxx) și Sean (T.I.) jefuiesc un transport de cocaină care aparține patronului unui cazino, Stanley Rubino (Mulroney). Rubino este asociat cu mafiotul Rob Novak (McNairy), fiul unui mafiot puternic. Traficanții de droguri din zonă sunt deranjați enorm de acest jaf și încep să ia măsuri dintre cele mai neplăcute.  Fiul lui Vincent este răpit de oamenii lui Rubino iar Vincent este înjunghiat; acesta trebuie să le înapoieze urgent drogurile dacă vrea să-și mai vadă fiul. Ofițerul de contrainformații Jennifer Bryant (Monaghan) își dă seama că Vincent a ascuns droguri în toaleta bărbaților din cazino și le mută într-un dulap la Spa, apoi își cheamă partenerul, pe Doug Dennison (Harbour). Fără știrea celorlalți polițiști, Vincent este sub acoperire, investigând traficul de droguri pentru cei de la Afaceri Interne. Pentru a-și recupera fiul, Vincent încearcă să-i păcălească cu pachete umplute cu zahar.  Novak își dă seama că a fost păcălit și lucrurile se complică.  

## Distribuție
- Jamie Foxx - Vincent Downs
- Michelle Monaghan - Jennifer Bryant
- Dermot Mulroney - Stanley Rubino
- Scoot McNairy - Rob Novak
- T.I. - Sean Cass
- Gabrielle Union - Dena Smith
- David Harbour - Doug Dennison
- Corey Warren - Gunman Chris
- Markell Watson - Cortez Downs
- Sarah Bennett - rolul ei
- Brittany Nicole - Femeia de la Spa
- Phillip Allen Hall III - Las Vegas Metro Police Officer
- Octavius J. Johnson - Thomas
- Eli Everett - Bathroom Attendant

## Lansare
Filmul a fost inițial programat să aibă premiera la 24 februarie, dar în octombrie 2016 s-a anunțat că filmul va avea premiera la 13 ianuarie 2017.

## Producție
Filmările au început în 15 iunie 2015, în Atlanta și Las Vegas. Cheltuielile de producție s-au ridicat la 30 milioane $.

## Primire
A primit, în general, comentarii negative din partea criticilor și a avut încasări de 28,7 milioane $. Pe Rotten Tomatoes filmul are un rating de 18% bazat pe 33 opinii cu un rating mediu de 4.4 din 10 maxim.